# 2793 Valdaj
2793 Valdaj este un asteroid din centura principală, descoperit pe 19 august 1977 de Nikolai Cernîh.